# Mityng z okazji uchwalenia Konstytucji 3 Maja w Białymstoku

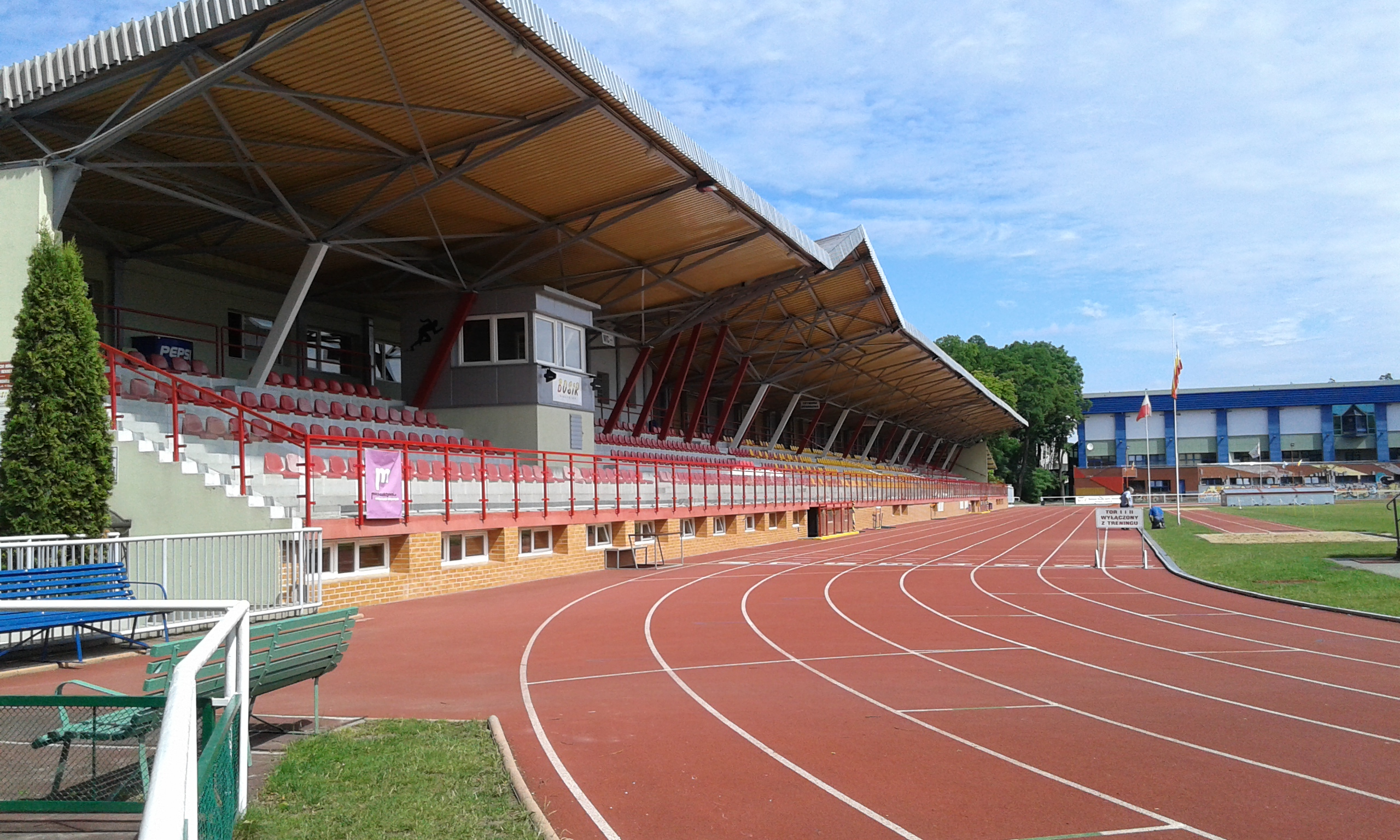
Stadion „Zwierzyniec” w Białymstoku trybuna główna

Mityng z okazji uchwalenia Konstytucji 3 Maja w Białymstoku to cykliczny jednodniowy mityng lekkoatletyczny rozgrywany na stadionie „Zwierzynieckim” w rocznicę uchwalenia Konstytucji 3 maja. Zawody wkomponowały się w kalendarz imprez PZLA, trwają nieprzerwanie od 1989 r.
Organizatorem zawodów jest Podlaski Okręgowy Związek Lekkiej Atletyki (POZLA).

## Wyniki
- Wyniki z 2015 roku. www.pzla.pl. [dostęp 2015-07-25]. (pol.).
- Wyniki z 2014 roku. www.pzla.pl. [dostęp 2015-07-25]. (pol.).
- Wyniki z 2013 roku. www.pzla.pl. [dostęp 2015-07-25]. (pol.).
- Wyniki z 2012 roku. www.pzla.pl. [dostęp 2014-07-05]. (pol.).
- Wyniki z 2011 roku. www.pzla.pl. [dostęp 2014-07-05]. (pol.).
- Wyniki z 2010 roku. www.pzla.pl. [dostęp 2014-07-05]. (pol.).
- Wyniki z 2009 roku. www.pzla.pl. [dostęp 2014-07-05]. (pol.).